# Port lotniczy Żezkazgan
Port lotniczy Żezkazgan (IATA: DZN, ICAO: UAKD) – port lotniczy położony w Żezkazganie, w Kazachstanie.

## Linie lotnicze i połączenia
| Linia Lotnicza | Kierunek                           |
| -------------- | ---------------------------------- |
| Qazaq Air      | 1. Astana 2. Karaganda 3. Szymkent |
| SCAT Airlines  | 1. Ałmaty 2. Astana                |
| Zhezkazgan Air | 1. Karaganda                       |